# Ирано-казахстанские отношения
Казахстанско-иранские отношения — двусторонние дипломатические отношения между Ираном и Казахстаном.
Страны являются членами ШОС.

## История
Дипломатические отношения между Республикой Казахстан и Исламской Республикой Иран были установлены 29 января 1992 года.
Основы сотрудничества между двумя странами были заложены в ходе официального визита президента Казахстана Нурсултана Назарбаева в Иран в ноябре 1992 года. В ходе визита был подписан Протокол о создании Совместной межправительственной комиссии по торгово-экономическому, промышленному и научному сотрудничеству. Дальнейшему укреплению дружеских отношений способствовал визит президента Ирана Али Акбара Хашеми Рафсанджани в октябре 1993 года.
Посольство Казахстана в Иране функционирует с 1993 года. В октябре 2007 года было открыто Генеральное консульство Республики Казахстан в городе Горган. В октябре 2018 года начало функционировать консульство в городе Бендер-Аббас. Посольство Ирана в Казахстана функционирует с 1992 года. Генеральные консульства Ирана открыты в Актау в октябре 2009 года и в Алма-Ате в августе 2012 года.
В рамках визитов Нурсултана Назарбаева в Тегеран в мае 1996 года и октябре 1999 года был подписан ряд экономических соглашений в области транспорта, транзита, нефти и газа.
Президент Ирана Мохаммад Хатами дважды посещал Казахстан: в мае 1998 года для участия в Саммите Организации экономического сотрудничества и в апреле 2002 года с официальным визитом.
В октябре 2007 года президент Казахстана посетил с официальным визитом Тегеран, а также принял участие во II Саммите прикаспийских государств.

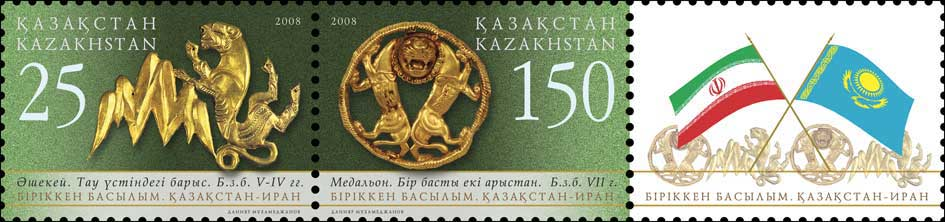
Почтовые марки Казахстана, посвящённые казахстанско-иранским отношениям

В апреле 2009 года состоялся визит президента Ирана Махмуда Ахмадинежада в Астану. В июне 2011 года он принял участие в Саммите Шанхайской организации сотрудничества (ШОС).
В августе 2013 года Нурсултан Назарбаев принял участие в церемонии инаугурации президента Ирана Хасана Рухани.
В сентябре 2014 года состоялся государственный визит президента Ирана Хасана Рухани в Казахстан. В ходе визита было принято Совместное заявление, подписаны Соглашение о международных автомобильных перевозках пассажиров и грузов, Дорожная карта по развитию торгово-экономического и инвестиционного сотрудничества.
21-22 декабря 2016 года состоялся официальный визит президента Ирана Хасана Рухани в Казахстан. 10 сентября 2017 года президент Ирана Хасан Рухани принял участие в I Саммите Организации исламского сотрудничества по технологиям и науке в Астане. 12 августа 2018 года президент Ирана Рухани принял участие в Каспийском саммите в Актау.
Главы двух государств встречались в рамках XIII Саммита ШОС в Бишкеке (сентябрь 2013 г.), IV Саммита СВМДА в Шанхае (май 2014 года), Прикаспийского саммита в Астрахани (сентябрь 2014 года), церемонии открытия железной дороги Казахстан — Туркменистан — Иран (декабрь 2014 года), заседания Высшего Евразийского экономического совета в Сочи (октябрь 2019 года).
Иран поддержал кандидатуру Казахстана в непостоянные члены Совета безопасности ООН на 2017—2018 годы, проголосовал за проведение Международной специализированной выставки «ЭКСПО 2017» в Астане, подписал Устав Исламской организации по продовольственной безопасности со штаб-квартирой в Астане.
В Алматы было проведено два раунда переговоров «шестёрки» международных посредников и Ирана по ядерной программе ИРИ.
Иран в качестве одной из стран-гарантов перемирия в Сирии участвовал в международных встречах в рамках Астанинского процесса.

## Экономическое сотрудничество
Согласно информации Министерства иностранных дел Казахстана товарооборот между странами за 2014 год составил более 987,1 млн долларов США. Экономическое сотрудничество проходит в основном в сфере промышленности и транспорта.
Одним из крупнейших проектов сотрудничества между странами стала железная дорога Казахстан — Туркменистан — Иран, которая сократила маршруты поездов, следующих в данном направлении.
В 2016 году, в рамках визита Нурсултана Назарбаева в Тегеран, состоялась встреча президента Казахстана с главами холдингов и компаний Ирана. В мероприятии приняли участие руководители более 20 иранских компаний, работающих в различных сферах, включая энергетическую, аграрную, строительную, горнодобывающую отрасли. В частности, присутствовали главы компаний IMIDRO, Ghadir Investments Group, Sunir Group, IRISL, Jahad-eSabz. Президент Казахстана отметил наличие взаимного интереса к усилению сотрудничества в ряде сфер. В этом контексте Нурсултан Назарбаев призвал иранские компании активно использовать потенциал железнодорожной линии Казахстан — Туркменистан — Иран. Казахстан и Иран в рамках официального визита Нурсултана Назарбаева в Тегеран подписали 66 двусторонних документов на общую сумму свыше 2 млрд долларов в металлургической, горно-добывающей, аграрной, транспортно-логистической, туристической, научно-образовательной, медицинской области.
Отрицательное влияние на развитие торговых отношений азиатских стран оказали американские санкции против Ирана, которые, в частности, ограничивают деятельность в сфере экспорта и импорта товаров.

## Послы Казахстана в Иране
1. Мырзатай Жолдасбеков (1993—1996)
2. Вячеслав Гиззатов (1996—2000)
3. Тулеген Жукеев (2000—2003)
4. Сабит Таиров (2004—2006)
5. Ерик Утембаев (2006—2009)
6. Нурбах Рустемов (2009—2010)
7. Багдад Амреев (2011—2018)
8. Асхат Оразбай (2019—2024)
9. Онталап Оналбаев (с апреля 2024)

## Послы Ирана в Казахстане
1. Расул Эслами (28 июля 1992 — 3 сентября 1996)
2. Хасан Кашкави (26 сентября 1996 — 28 мая 2000)
3. Мортеза Сафари Натанзи (22 ноября 2000 — 18 октября 2004)
4. Рамин Мехманпараст (15 марта 2005 — 13 августа 2009)
5. Горбан Сейфи (30 марта 2010 — 12 апреля 2014)
6. Мойтаба Дамирчилу (6 мая 2014 — 22 августа 2018)
7. Маджид Самадзаде Сабер (c 17 ноября 2018)